# Santa Maria della Neve al Colosseo
Santa Maria della Neve al Colosseo, tidigare benämnd Sant'Andrea del Portogallo och Sant'Andrea de Tabernula, är en kyrkobyggnad i Rom, helgad åt Jungfru Maria. Kyrkan är belägen vid Via del Colosseo i Rione Monti och tillhör församlingen Santa Maria ai Monti.
Santa Maria della Neve syftar på ”Vår Fru av snön”. Detta går tillbaka på en legend från påve Liberius pontifikat (352–366). År 358 bad patriciern Giovanni och hans hustru Jungfru Maria om vägledning hur de kunde ära henne på bästa sätt. Natten till den 5 augusti snöade det på Esquilinen och snön bildade grundplanen till en kyrka, som de skulle låta uppföra – Santa Maria Maggiore. År 1258 bildades ett särskilt brödraskap, Confraternita di Santa Maria della Neve.

## Kyrkans historia
En liten kyrka uppfördes på denna plats under påve Innocentius III:s pontifikat (1198–1216) och fick namnet Sant'Andrea del Portogallo. År 1607 förlänade påve Paulus V (1605–1621) kyrkan åt Università dei Rigattieri, det vill säga skrået för köpare och säljare av begagnade kläder. Detta skrå lät i början av 1700-talet bygga om kyrkan efter ritningar av Francesco Fontana; emellertid har även Carlo Fontana och Giuseppe Sardi föreslagits som upphovsmän. Skrået innehade kyrkan fram till år 1798, då den Romerska republiken upprättades. Efter det påvliga styrets återupprättande år 1815 överläts kyrkan åt Confraternita di Santa Maria della Neve, vilket än i dag förestår kyrkan.

## Exteriören
Kyrkans fasad är konvex, vilket utgör en inspiration från Borrominis arkitektoniska formspråk. Fasaden kröns av ett kraftigt profilerat triangulärt pediment, vilket hyser en stuckrelief i form av en uppvikt pergamentrulle.

## Interiören
Interiören är rektangulär med högaltare och två sidoaltaren. Högaltarmålningen framställer Jungfru Marie himmelsfärd. Gud Fadern och Jesus Kristus tar emot Jungfru Maria, medan de heliga Andreas och Bernardinus ser på. Dessa två helgon var skyddspatroner för Università dei Rigattieri. Det högra sidoaltaret har målningen Kristi dop, medan det vänstra har en målning som framställer Jungfru Maria och Jesusbarnet med de heliga Franciskus, Antonius av Padua och Franciska av Rom.